# Reichskammergerichtsbote
Ein Reichskammergerichtsbote, oder kurz Kammerbote, war ein vereidigter Bote, der vom Reichskammergericht ausgehende Ladungen, Mandate oder sonstige Gerichtsbriefe zustellte. Diese Zustellung wurde Verkündung genannt. Bei Wahrnehmung ihres Amtes genossen sie, ausgewiesen durch ein Metallschild mit dem Bild und dem  Wappen des Kaisers, der sogenannte Büchse, überall im Reich freies Geleit und Sicherheit.

## Geschichte
Noch am Reichshofgericht gab es keine gesonderten Vorschriften für die Zustellung von Ladungen, sondern diese wurden auf verschiedenen Wegen, die sich gerade anboten, zugestellt. Die Zustellung einer Ladung wurde meist durch mündliches Zeugnis des Überbringers bewiesen. Besondere Schwierigkeiten ergaben sich aus dem Umstand, dass Fürsten nur durch Standesgenossen geladen werden konnten.
Am Königlichen Kammergericht waren die Zustellungsformen schon sehr ähnlich denen im späteren Reichskammergericht. Von der Ladung durch Standesgenossen ist kaum noch die Rede und die Zustellungen wurden entweder durch Notare oder durch Gerichtsboten durchgeführt. Die Protokollierung der Zustellung erfolgte durch Urkunden, die nach Formularen erstellt wurden.
Darauf aufbauend sah die Reichskammergerichtsordnung von 1495, die die rechtliche Grundlage des Reichskammergerichtes bildete, die wahlweise Zustellung durch eigene Kammergerichtsboten oder Notare vor.
Im Jahr 1548 wurde die Anzahl der Boten auf 12 festgelegt. Im Jahr 1713 erhielten die Kammerboten neben der Büchse auch eine kaiserliche Livree.

## Dienst und Aufgaben
Ein Kammerbote musste des Lesens und Schreibens mächtig sein, auch um die Schreiben vorlesen zu können und dem Empfänger den Inhalt verdeutlichen zu können. Sie erhielten einen monatlichen Sold, mussten für Reittiere sorgen und sich selbst versorgen. Von der Partei, die ein zuzustellendes Schreiben erwirkt hatte, erhielten sie ursprünglich pro 12 Meilen zurückzulegenden Weges einen Gulden und für die Verkündung nochmals einen halben Gulden Verkündgeld. Für weitere Verkündungen auf seiner Reise gab es entsprechende Aufschläge. Diese Tarife änderten sich im Laufe der Zeit mehrfach.
Die Boten übergaben die Schreiben im Original oder in einer Abschrift und schrieben einen handschriftlichen Bericht über die Verkündung. Dieser Relation genannte Bericht wurde in einer Abschrift auch der Partei, die den Brief erwirkt hatte, bekannt gemacht und war zusammen mit der als Reproduktion bezeichneten Wiedervorlage an das Reichskammergericht unerlässliche Voraussetzung für den weiteren Verlauf des Verfahrens. In diesem Bericht wurden Ort, Zeit und genauere Umstände der Verkündung niedergelegt. U. a. sollte das Benehmen des Empfängers vermerkt werden. 
Diese Bemerkungen belegen eine Vielzahl an Gewalttaten und Beleidigungen gegenüber den Kammerboten. Insbesondere die Reichsritter waren bei den Kammerboten gefürchtet, was dazu führte, dass diesen gegenüber die Briefe im 16. Jahrhundert regelmäßig nur als sogenannte Ediktalzitation, d. h. per öffentlichem Aushang,  verkündet wurden. Dies führte zu Beschwerden der Reichsritterschaft gegenüber dem Gericht u. a. mit dem Argument, dass es nicht als unritterlich angesehen würde, Gerichtsboten mit Ohrabschneiden oder Augenausstechen zu bedrohen. Gegenüber mächtigeren Reichsständen fanden sich häufig gar keine Boten oder Notare für die Zustellung.